# Myrtus nivellei
Espèce
Myrtus nivellei, en français Myrte de Nivelle, est une espèce de plantes à fleurs du genre Myrtus et de la famille des Myrtacées, endémique du Sahara. C'est un arbuste à feuilles persistantes et à fleurs blanches, résistant à la sécheresse.

## Taxonomie
L'espèce est décrite pour la première fois en 1911 par les botanistes français Jules Aimé Battandier et Louis Charles Trabut, qui la classent dans le genre Myrtus sous le nom binomial Myrtus nivellei. L'épithète spécifique nivellei est dédié au lieutenant René Nivelle.

## Description
C'est un arbuste de 50 cm à 1,2 m, à l'écorce rugueuse ; les branches sont lisses, érigées. Les feuilles sont opposées ou subopposées, brièvement pétiolées, oblongues, linéaires et épaisses à nervures latérales obsolètes, longues de 2 à 3 cm et larges de 3 mm. Les pédoncules sont solitaires. Les fleurs ont les pétales blancs. Les fruits sont des baies noires.
Ce Myrte ne rappelle en rien le Myrte commun (Myrtus communis). Ses feuilles ressemblent à celles de Periploca augustifolia et à celles de quelques Myrtes américains, comme Myrtus montana Bentham, du Mexique et un Myrte indéterminé de l'Herbier Boissier venant de Conception au Chili ; mais ces deux espèces ont des fruits bien différents.

## Habitat et répartition
Myrtus nivellei est une espèce endémique du Sahara, présente dans le Sud de l'Algérie, dans le Sud-Ouest de la Libye et au Tchad. Elle est restreinte aux montagnes du Tassili n'Ajjer, Tassili n'Immidir, Tefedest et des massifs de l'Ahaggar algérien ainsi que les montagnes du Tibesti tchadien, où elle couvre des zones très réduites. Elle apparaît au delà de 1 400 à 2 000 mètres d'altitude.
Au cœur des montagnes-refuges du Sahara central, l’alternance des périodes humides et arides serait à l’origine de l’isolement des populations de Myrte de Nivelle par massif et d'une forte érosion génétique. 

## Sous-espèces
Myrtus nivellei admet deux sous-espèces :
- Myrtus nivellei subsp. nivellei (sous-espèce type)
- Myrtus nivellei subsp. tibesticus Quézel, 1958 (endémique du Tchad).

## Composants et usages
Cette plante jouit notamment d’une grande faveur dans la médecine populaire dans le Sud de l'Algérie comme remède contre les infections respiratoires, les troubles gastro-intestinaux et les mycoses. Cependant, ses usages restent toutefois exclusivement limités au savoir-faire ancestral.
L’étude de l’activité anti-oxydante des extraits issus de Myrtus nivellei selon la méthode de la réduction du fer et celle du piégeage du radical libre DPPH a montré que les extraits éthanolique, méthanolique et aqueux possèdent une activité anti-oxydante intéressante. Ces extraits pourraient ainsi constituer une alternative à certains additifs de synthèse, bien que cette activité reste, néanmoins, nettement inférieure à celle exprimée par l’acide ascorbique. Cependant, ces extraits sont constitués d’un mélange de plusieurs composés de nature chimique différente. Il est ainsi très probable qu’ils contiennent des molécules susceptibles d’avoir des propriétés anti-oxydantes similaires à celle  de l’acide ascorbique.

### Publication originale
- Battandier MJ-B et Trabut L, « Contribution à la Flore du pays des Touaregs (Suite) », Bulletin de la Société Botanique de France,‎ 1911, p. 671 (DOI 10.1080/00378941.1911.10832371, lire en ligne [PDF], consulté le 23 janvier 2021)